# 주피터스 레거시 (만화)
그래픽노블인 주피터스 레거시(Jupiter 's Legacy)는 2013년에 처음으로 출판된 미국 슈퍼 히어로 만화책 시리즈로, 마크 밀러(Mark Millar)가 쓰고, 프랭크 퀴텔리(Frank Quitely)가 쓰고, 피터 도허티(Peter Doherty)가 색칠하고, 글자를 타이포그래피(typography)한, 이미지 코믹스(Image Comics) 출판물이다. 일련의 특별 한정 시리즈 및 속편 미니 시리즈로 출판된 이 시리즈는 마크 밀러(Mark Millar)가 밀러월드(Millarworld)의 제작자 소유 만화 시리즈의 일부로 출판한 가장 긴 시리즈로, 그 당시 가장 최근 시리즈인 슈퍼크룩스(Super Crooks)와 아이콘 코믹스(Icon Comics)에서 밀러(Millar)가 작업한 네메시스(Nemesis)보다 3 배나 긴 발행물에 걸쳐 실렸다. 2001년 The Authority에서 작업한 이후 밀러(Millar)와 프랭크 퀴텔리(Frank Quitely)의 첫 번째 공동 작업이기도 하며 퀴텔리(Quitely)가 그랜트 모리슨(Grant Morrison) 이외의 작가와 함께한 첫 번째 장편 작업이었다.

## 스토리
스타 워즈(Star Wars), 킹콩(King Kong), 로마 신화(Roman mythology), 만화 골든 에이지(Golden Age of Comic Books)의 이야기의 기원에 영향을 받은 이 이야기는 미국의 이상에 대한 슈퍼 히어로과의 연결에 관한 밀러(Millar)의 플롯(plot)으로 작성되었다. 오프닝 스토리 아크 (story arc)의 처음 몇 호는 1932년 인류의 발전을 위해 얻은 힘을 사용했던 연합(Union)으로 알려진 현재는 차세대 유니언스(unians)에게 자신의 위치를 물려주어야하는 나이들고 상처입고 괴로워하며 죽어가는 슈퍼 히어로 그룹, 특히 그들의 리더인 셀던 샘슨(Sheldon Sampson 또는 Utopian)과 그리고 부모의 유산에 부응할 수 있다는 전망과 슈퍼빌런들에 의해 젊은 동료들의 죽음으로 괴로워하고 위협받는 자녀들간의 복잡한 갈등구조를 내면화 한다. 이 책의 다른 갈등과 주제에는 밀라의 대불황에 대한 반응에서 영감을 얻은 셀던의 형 월터와의 차이의 형태로 나이든 영웅들 간의 사회 정치적, 경제적 차이와 자본주의의 종말이 포함되어있다.

## 그래픽노블
문학적 구성과 특성을 지닌 작가주의 만화인 그래픽 노블(graphic novel)로서 주피터스 레거시(Jupiter 's Legacy)는 밀러월드(Millarworld)로도 바라볼 수 있으나 한편으로는 슈퍼히어로의 대중화를 선언하고 이를 구현해보였다는 점에서 이후의 저자본의 그래픽노블작가들에게 무한한 가능성을 열어주었다는 점에서 그 중요성을 시사할수도 있다.

## 슈퍼맥스
슈퍼맥스(SUPERMAX)는 잭 홉스(Jack Hobbs),블랙스타(Black Star)등 슈퍼빌런(super villain)들을 가둘수있는 감옥이다.

## 같이 보기
- 주피터스 레거시 (드라마)